# Millenáris Sportpálya
El Millenáris Sportpálya es un velódromo multiuso en la ciudad de Budapest, la capital del país europeo de Hungría. Actualmente se utiliza sobre todo para los eventos de ciclismo, pero también se ha utilizado para partidos de fútbol. El lugar tiene una capacidad de 8.130 espectadores y fue inaugurado en 1896. La pista es de 412 m (451 yardas) y está hecha de hormigón.